# Haemaphysalis bandicota
Haemaphysalis bandicota är en fästingart som beskrevs av Harry Hoogstraal och Glen M. Kohls 1965. Haemaphysalis bandicota ingår i släktet Haemaphysalis och familjen hårda fästingar.
Artens utbredningsområde är Thailand. Inga underarter finns listade i Catalogue of Life.